# Het trapportaal
Het trapportaal is een lied van cabareteske schrijver Drs. P.
Het trapportaal werd voor het eerst uitgebracht in 1957 onder de titel De commensaal. Bij latere heruitgaven werd de titel gewijzigd in 'Het trapportaal'. Het is een van de bekendere nummers van Drs. P.
Het burgermansfatsoen van schone schijn en de angst voor "wat moeten de buren wel niet denken", zo vaak geassocieerd met de jaren vijftig in Nederland, worden in het lied genadeloos op de hak genomen. Het lied handelt over een commensaal, een oude benaming voor kostganger. In het lied is de commensaal een serie- en mogelijk een lustmoordenaar. De verhuurders bekommeren zich echter niet om zijn daden, maar om de rommel die erdoor ontstaat. Zo ergeren ze zich eraan dat mensen thuiskomen met rode schoenen en dat de loper schraal wordt van het vele boenen.
Maar vader neemt het niet.
Hij zegt: "Dat is de vijfde griet,
Wat heb ik aan die gein?
Dat kost maar zeep en terpentijn.
't Is geen gezicht, zo'n juffrouw in het trapportaal,
En vrijheid blijheid, daar niet van, maar zoiets is niet meer normaal.
Als iemand eens een dame wil ontvangen,
dan is er in principe geen bezwaar,
Maar niemand kan het uiterste verlangen.
We maken van ons huis geen abattoir."
De slotzin vat alles samen:
Hij moet maar weg, al is 't een goeie commensaal
Zo'n juffrouw hoort in het kanaal, maar niet bij ons in 't trapportaal.
Het geheel past in een reeks van liederen waarin Drs. P. het publiek treft met wreedheden, maar wel luchtig gebracht. Een ander voorbeeld hiervan is "De zusters Karamazov".
Een studio-opname van het lied, uitgevoerd door de schrijver zelf, verscheen in 1964 op een epeetje. Bekender is de uitvoering voor een live publiek die onder andere verschijnt op de elpee "Per pont & slee met Drs. P." (1978) en de dubbel-cd "Compilé sur cd" (1991).

## Cover
In 1976 werd het door Gerard Cox gecoverd als "De Commensaal" (de originele titel van "Het Trapportaal").